# Философия образования
Философия образования (англ. philosophy of education) — область философского знания, имеющего своим предметом образование. Ведёт отсчёт своей истории в качестве отдельной дисциплины с начала XX века. Родоначальником философии образования в мире считается англо-американский философ Джон Дьюи. В англоязычных странах философия образования в настоящее время — это область с устоявшимся дисциплинарным статусом, представленная в университетах отдельными кафедрами, прежде всего, на факультетах философии и в ряде случаев в Colleges of education («факультетах образования»).

## Предмет и специфика области философии образования
Джон Дьюи обосновал существование и предмет философии образования как детерминированный природой самой философии. Эту же позицию разделял и второй из основоположников англо-американской традиции философии образования А. Уайтхед. Ф. Смит в 60-х годах XX в. подверг анализу отношение философии и образования в истории становления области философии образования, различая позиции «философии и образования», «философии в образовании», «философии для образования» и «философии образования» и предложил понимать философию образования как область системных исследований. Г. Брауди подчеркнул необходимость для сферы философии образования логической организации.
Вплоть до настоящего времени обсуждается специфика предмета и границы области философии образования, — так, один из ведущих философов образования Великобритании У. Карр описал историю возникновения данной суб-области в рамках академической философии как следствие начавшегося в XX в. выделения дополнительных предметных сфер, наряду с философией сознания, философией языка, философией действия, и как пример сочетания чистой и прикладной философии.
Современные философы образования подчёркивают значимость философии образования для педагогов, определяя её специфику в этом плане как
- то, что должно разрешать сомнения педагогов в ценности образовательных усилий;
- что определяет для педагогов место происходящего процесса «в фундаментальном порядке вещей», причём в гармоничном соотношении с этим порядком;
- то, что, в итоге, приводит педагогов к пониманию высшей цели собственной образовательной работы.

Одновременно с этим, со своей стороны, философия образования — это философски дисциплинированные методы мышления, корпус доказанных техник анализа, аргументации и теоретического построения для решения проблем образования.

## Философия образования в мире
В XX в. в сфере философии образования возникли разные направления, связанные с основными философскими течениями.
Аналитическая философия образования развивалась с нач. 60-х гг. в США, Англии, Австралии И. Шеффлером, Р. С. Питерсом, Е. Макмилланом, Д. Солтисом и пр.
Критико-рационалистическая философия образования, отражающая идеи К. Поппера, разрабатывалась с нач. 60-х гг. В. Брецинкой, Г. Здарцилом, Ф. Кубэ, Р. Лохнером и др.
Культурологический подход в философии образования был представлен К. Кершенштейнером, а также Э. Шпрангером.
Экзистенциально-диалогическая философия образования опиралась на идеи и работы М. Бубера.
Гуманистическое направление философии образования воплощало идеи педагогики К. Роджерса.
Критико-эмансипаторская философия образования имела в качестве своих основателей К. Молленхауера, В. Бланкерца, В. Лемперта, В. Клафки, отделившихся в конце 60-х годов от направления педагогической антропологии. Эти философы ориентировались на франкфуртскую философию неомарксизма М. Хоркхаймера, Т. Адорно, Г. Маркузе, Ю. Хабермаса и утверждали неправомерность отрыва образования от политики, считая необходимым вовлекать образование в политические движения за эмансипацию личности и межличностных отношений от господства отчужденных структур и идеологий. К их идеям близка либертарная педагогика Ф. Феррера, П. Фрейре, П. Макларена и др.
Постмодернистская философия образования была представлена Д. Ленценом, В. Фишером, К. Вюнше, Г. Гизеке в Германии, С. Ароновитцем, У. Доллом в США. Посмодернисты боролись за «демократичность», за плюрализм самоценных практик, за «депрофессионализацию» философии, против «диктата» теорий и систем в образовательной сфере (смыкаясь в этом плане с «антипедагогикой» И. Иллича и П. Фрейре).

#### Педагогическая антропология
Педагогическая антропология в лице И. Дерболава, О. Ф. Больнова, Г. Рота, М. И. Лангевельда, П. Керна, Г.-Х. Виттига, Е. Майнберга опиралась на философскую антропологию (М. Шелер, Х. Плеснер, А. Портман, Э. Кассирер и др.)
С 70-х гг. педагогическая антропология формируется как полидисциплинарная область исследований, которая стремится интегрировать знания из различных гуманитарных и социальных наук; возникают новые направления исследований, растёт количество публикаций. Изданный в Германии "Справочник по педагогической антропологии" содержит 64 статьи по основным понятиям педагогической антропологии, имеющих ключевое значение для исследований в образовании, обучении и воспитании.

## Философия образования в России
В России параллельно с подобными процессами на Западе область философии образования (не отождествленная ещё таким образом) начинала складываться с конца XIX в., прежде всего, благодаря педагогическим работам К. Д. Ушинского и П. Ф. Каптерева, позднее В. В. Розанова.
Ещё Л. Н. Толстой обосновывал то, что должно было пониматься как философия образования, в духе своей нравственной философии — но совершенно сходным с Дж. Дьюи образом.
К. Д. Ушинский также связывал специфику разрабатываемой им области педагогической антропологии с философией в параметре определения цели, необходимого для образования как деятельности.
В. В. Розанов предложил, наконец, саму формулировку и определение области философии образования.

#### Советский период
Первой работой собственно по философии образования, осознаваемой как таковая («педагогика как прикладная философия») было философское исследование С. И. Гессена, опубликованное в 1922 г.
В СССР производились педагогические исследования, носившие философско-образовательный характер, согласованные с парадигмой марксистско-ленинской философии. Из них во 2-й пол. XX в. выделяются «педагогические исследования» Г. П. Щедровицкого. Много в этих исследования уделяется и схеме воспроизводства деятельности и трансляции культуры. Подчёркнута роль сферы обучения, как того, что устраняет "разрыв" в передаче культурного и деятельного опыта. Если отсутствует умение копировать деятельность других или восстанавливать деятельность по её продуктам, то в процессе воспроизводства деятельности возникает "разрыв".
В 50-70-е гг. прошлого века формулируется концепт "развивающего обучения" - инновационного направления исследованаий и практических экспериментов в образовании. Основные представители: В.В. Давыдов, Л.В. Занков, Д.Б. Эльконин.

#### Современная Россия
Утверждение философии образования как самостоятельной научной области в России началось с 1990-х годов. О том, что статус философии образования начал определяться, свидетельствовало появление ряда сборников, учебных курсов, учебных пособий, монографий, наиболее яркие примеры которых — это «Философия образования для XXI века» Б. С. Гершунского (1998), «Введение в философию образования» Э. Н. Гусинского и Ю. И. Турчаниновой (2000), «Образы образования. Западная философия образования XX век» А. П. Огурцова, В. В. Платонова (2004). В последние годы в России публикуется специализированное регулярное издание по философии образования.
Вместе с тем, философия образования в России находится в процессе формирования, с трудом определяя свои границы и специфику в контексте мощно институциализированной в советский период и встроенной в российский социум и культуру педагогики. В русле такого трудного процесса формирования возникают попытки организации философско-образовательных дискуссий для нахождения ответов со стороны философского дискурса относительно проблем образования, в целом, и, особенно, проблем современного образования, в его связи с цивилизационными преобразованиями.
В 1990-е годы было реализовано множество экспериментальных образовательных программ. С 1998 года, работая в Томском государственном университете на философском факультете, философ А. Б. Мурашов создал систему школьной педагогической практики бакалавров-философов и курс «методика преподавания философии в школе». Руководил программой В.Ю. Соколов. В Красноярске был реализован проект экспериментальной школы «Универс». Руководил проектом директор института экспериментальной педагогики Сибирского отделения РАО Исак Фрумин.